# Tomba di Hochdorf
La tomba di Hochdorf è la tomba principesca di un guerriero celtico della prima età del ferro, scoperta nel 1977 a Hochdorf an der Enz, un villaggio nel Baden-Württemberg a nord di Stoccarda, in Germania.

## Tumulo
La sepoltura era all'interno di un tumulo che aveva un diametro di circa 60 metri ed un'altezza di 10, e risale alla prima metà del VI secolo a.C. Al centro c'era una camera, costituita da due cassoni con le pareti rivestite di legno separati da circa 50 tonnellate di pietre, forse per ostacolare i saccheggiatori: quello esterno misurava 7,4 × 7,5 m, mentre quello interno 4,7 × 4,7 m. L'interno della tomba era tappezzato di stoffe, mentre sul pavimento c'era uno strato di fiori. Nel corso degli anni il soffitto, sorretto da travi in legno di quercia, crollò, proteggendo la tomba dai saccheggi.
Il defunto era un uomo di circa quarant'anni alto 1,83 m, sullo scheletro si sono conservate tracce dei vestiti e un copricapo conico in corteccia di betulla, forse un simbolo del rango; delle calzature a punta resta solo la decorazione in oro. Numerosi gli oggetti d'oro: sul corpo due fibule, una torque, un bracciale e una cintura, a parte un pugnale placcato d'oro. Il corredo comprendeva inoltre un rasoio, un paio di forbici, tre ami e una faretra con le frecce.

## Mobilio funebre
All'interno della sepoltura sono stati rinvenuti:
- una sorta di triclinio di bronzo sul quale giaceva il defunto. Lo schienale è decorato ai lati con carri a quattro ruote, mentre al centro ci sono alcune figure stilizzate danzanti. Il letto è sorretto da otto figure umane in bronzo su rotelle;
- un carro a quattro ruote rivestito di lamine di ferro con un giogo per due cavalli. Sopra il carro c'erano nove piatti e tre grandi vassoi di bronzo, un'ascia in ferro, una punta di lancia e un coltello. Si sono conservati anche i morsi, la bardatura dei cavalli ed un pungolo;
- otto corni potori in corno bovino decorati con oro e bronzo ed un altro grande corno lungo un metro in ferro. I corni erano appesi alla parete meridionale della tomba;
- un cratere in bronzo importato dalla Magna Grecia con una capienza di circa 500 litri con tracce di idromele sul fondo. Il bordo è decorato da tre leoni, uno dei quali è una copia prodotta da artigiani celtici. All'interno era stata posta una coppa d'oro.

## Galleria d'immagini

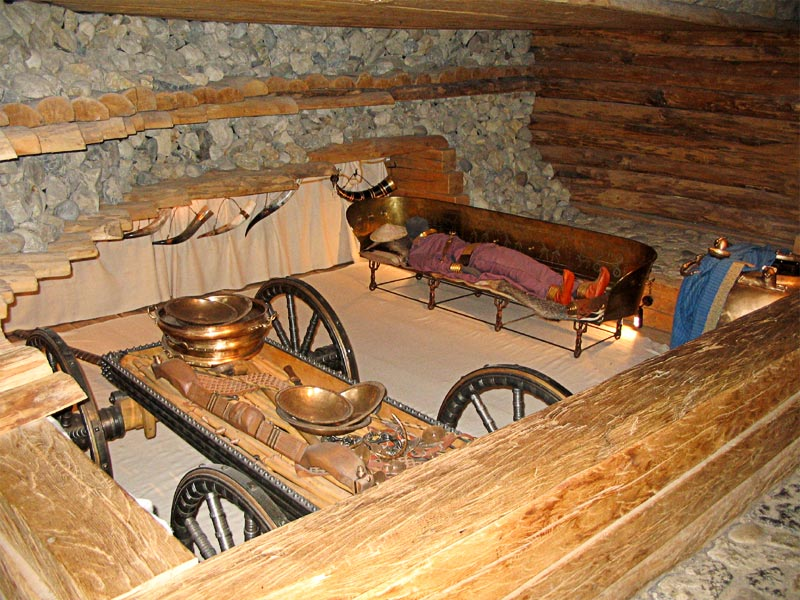
Ricostruzione dell'interno della tomba
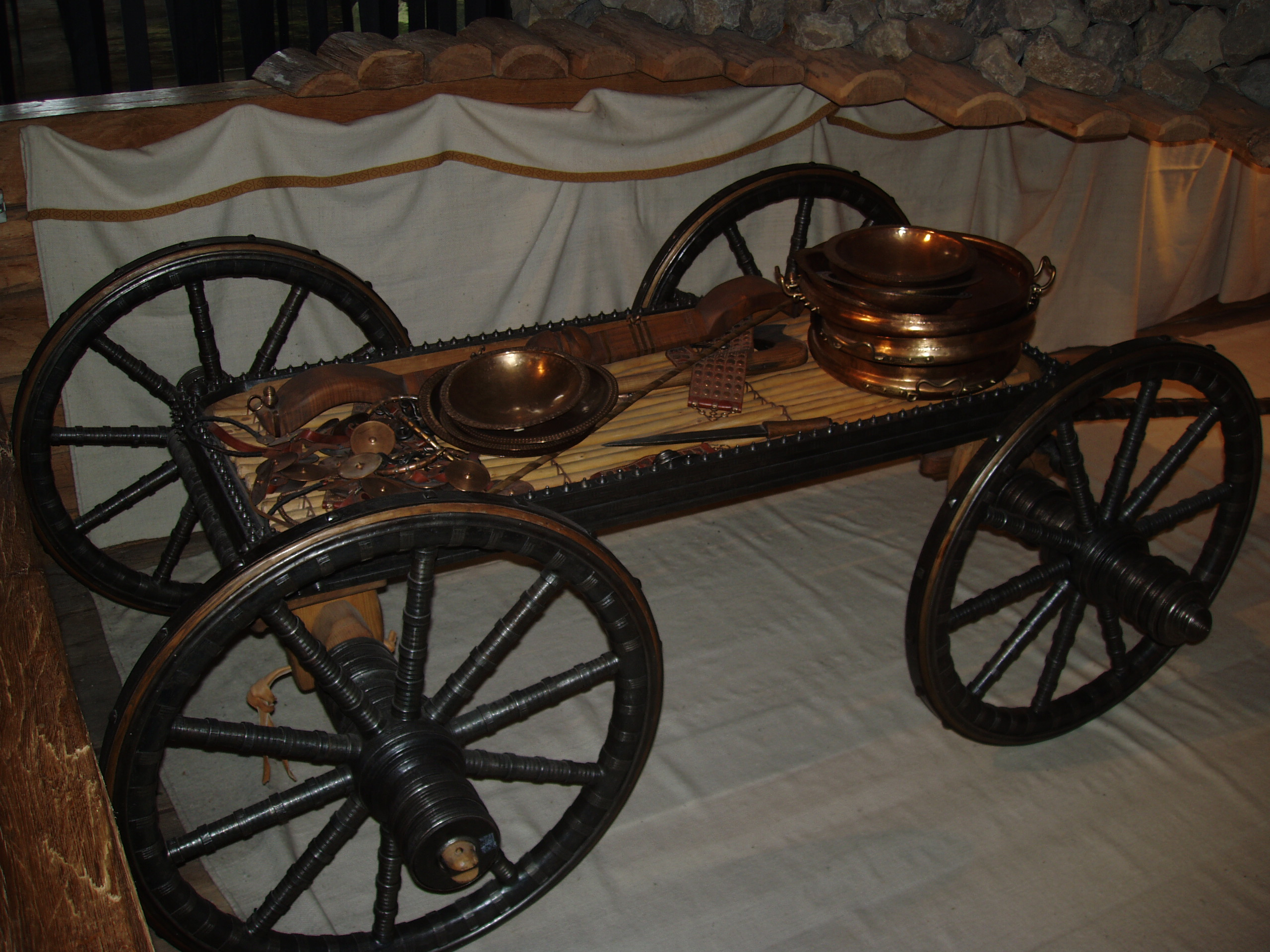
Ricostruzione del carro
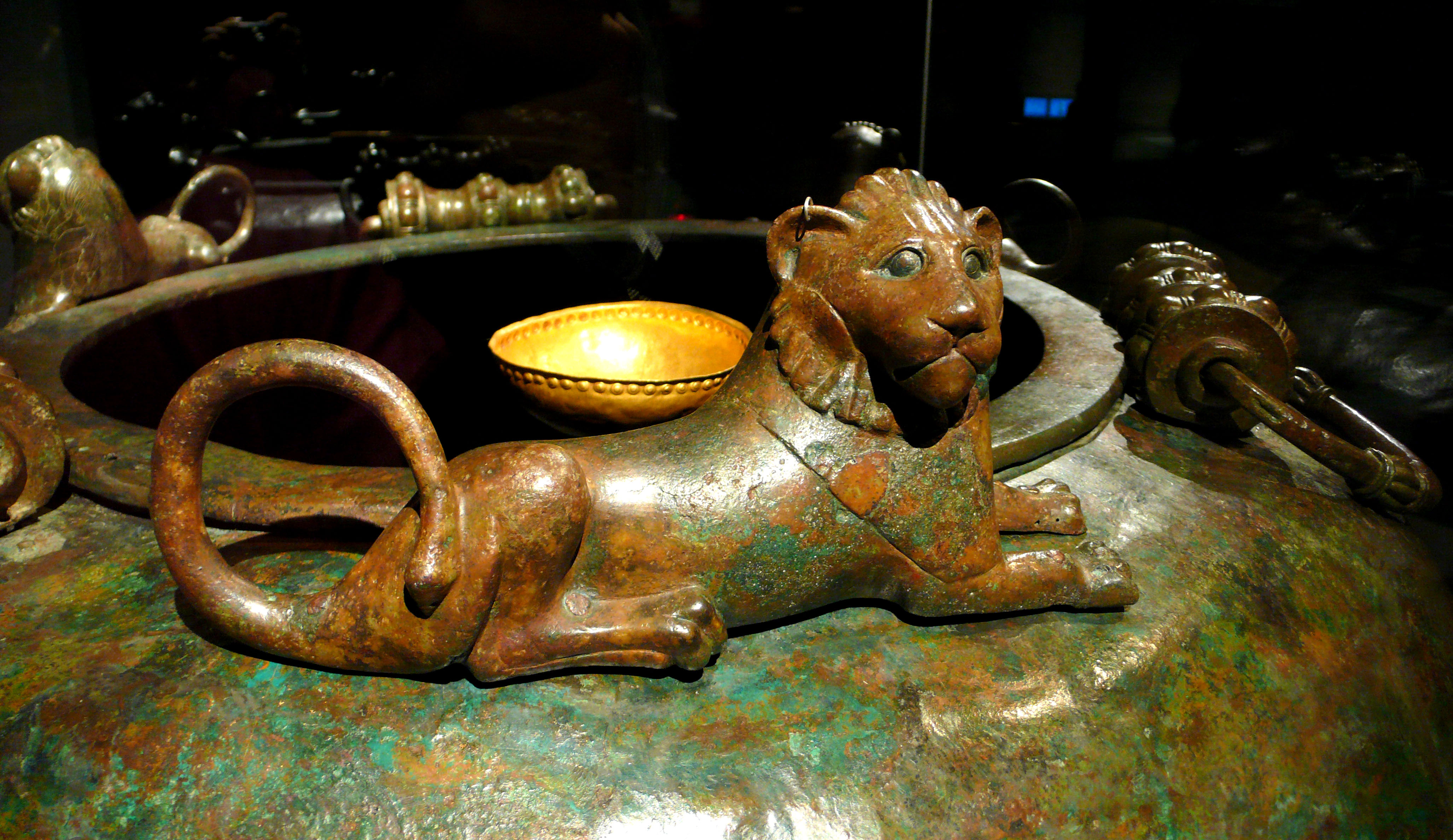
Decorazione del cratere di bronzo di produzione greca
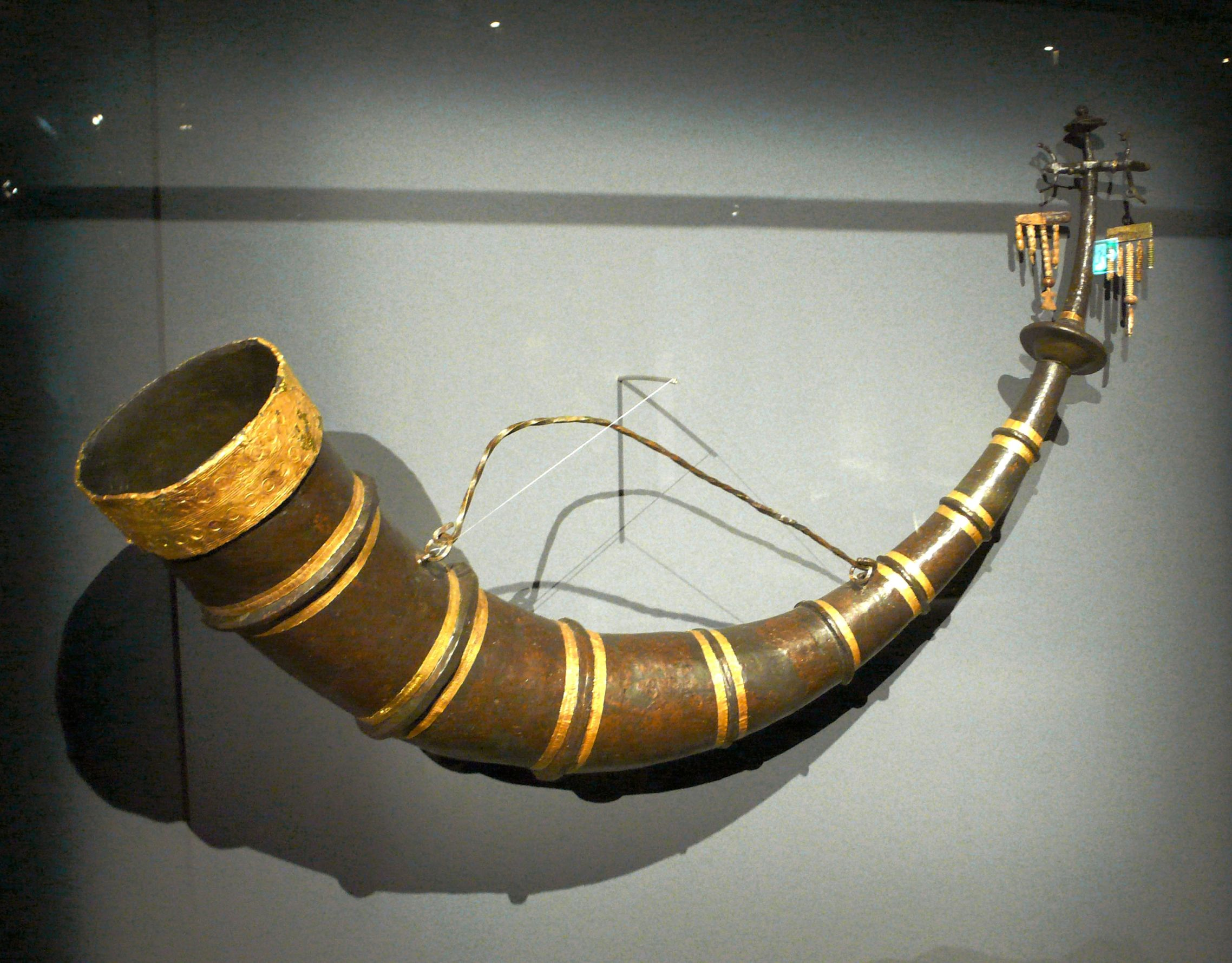
Corno potorio
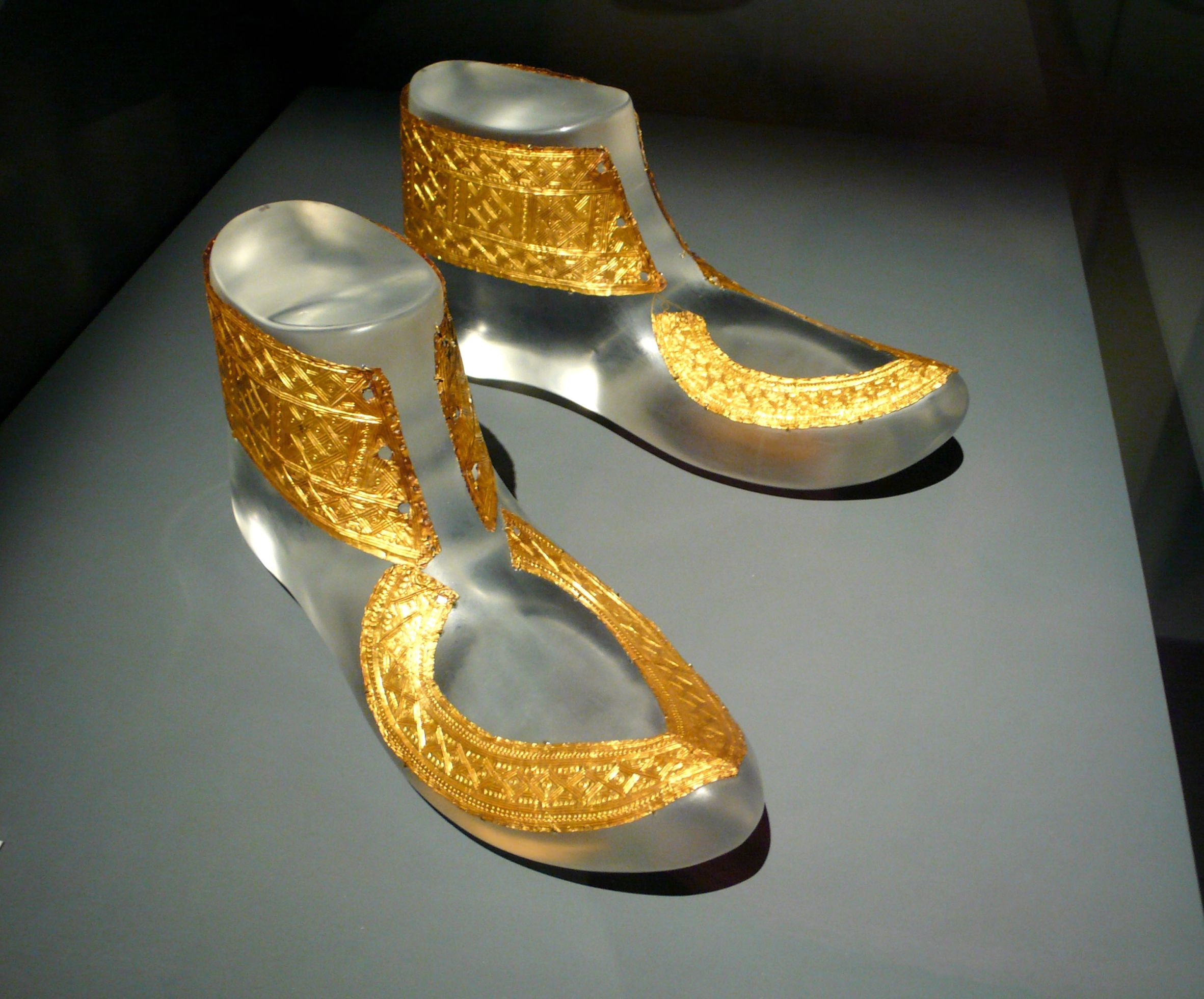
Decorazioni delle scarpe